# 阿文绶贝
阿文绶贝（学名：Mauritia arabica），旧称阿拉伯寶螺，为宝贝科绶贝属的动物，俗名紫贝齿、猪仔螺、贝子、子安贝。分布于北自日本向南经菲律宾、印度尼西亚至澳大利亚、东自土阿莫土、塔希提向西经中太平洋岛屿至印度洋诸岛达东非沿岸波斯湾、东非沿岸、台湾岛以及中国大陆的沿海、北自福建以南近岛屿至南沙群岛等地，常栖息于热带或亚热带浅海中、常在潮间带低潮线附近岩礁质的海底栖息、退潮后多隐入礁石块下面、珊瑚礁的空隙间和洞穴内。该物种的模式产地在巽他海峡。